# Ib Ibsen
Ib Pedersen Ibsen (født 24. juni 1801 i Humlum Sogn ved Lemvig, død 12. maj 1862 i København) var en dansk anatom. 
Ibsen var oprindelig sømand; men da han mistede det ene ben, gav han sig til at studere kirurgi og tog 1826 kirurgisk eksamen. Allerede året efter blev han prosektor ved Kirurgisk Akademi, og her fik han lejlighed til at udvikle sine ganske ualmindelige evner til at lave anatomiske præparater, der snart blev bekendte og søgte ikke blot i Danmark, men rundt omkring i udlandet, hvortil han solgte en stor mængde.
Ganske særlig er hans injektionspræparater og hans præparater af øret blevne bekendte. I 1842 gik han ved sammensmeltningen af det medicinske fakultet og det Kirurgiske Akademi over til universitetet, stadig som prosektor, men 1846 overraskede han den medicinske verden ved at sejre over Adolph Hannover i konkurrencen om lektoratet i anatomi. 1849 blev han titulær professor, 1850 Ridder af Dannebrog, og i 1861 blev han ordentlig professor.
Ibsen var en dygtig, af de studerende meget afholdt lærer, hvis forelæsninger var meget klare og støttedes ved hans udmærkede tegnetalent. Han udgav kun selv sit fortrinlige konkurrencearbejde: Om de anatomiske Varieteter, men 1881 udgav Panum på Carlsbergfondens bekostning endnu et udmærket arbejde af ham: Om det indre Øres Anatomi, betragtet fra et sammenlignende Standpunkt, — et arbejde, som Ibsen havde indsendt til Videnskabernes Selskab før sin konkurrence, men som han havde fået tilbagesendt med forskellige kritiske bemærkninger, der bevirkede, at han lagde arbejdet til side.
Han er begravet på Holmens Kirkegård.